# Euronirvanella anomala
Euronirvanella anomala är en insektsart som beskrevs av Evans 1966. Euronirvanella anomala ingår i släktet Euronirvanella och familjen dvärgstritar. Inga underarter finns listade i Catalogue of Life.